# The Dance Collection: A Compilation of Twelve Inch Singles
The Dance Collection: A Compilation of Twelve Inch Singles — сборник американской певицы Донны Саммер, выпущенный в 1987 году на лейбле Casablanca Records.

## Об альбоме
Донна Саммер была одной из самых заметных фигур в диско-музыке 1970-х, в то время она была подписана на лейбл Casablanca Records. К 1987 году Саммер уже записывалась на другом лейбле, Geffen Records, а Casablanca уже давно была выкуплена Polygram. Этот альбом был выпущен на лейбле Polygram Casablanca. В нём представлены некоторые из самых известных песен певицы эпохи диско в их расширенных 12-дюймовых версиях.

## Издания
Песня «Bad Girls» не была включена в CD-релиз. В 2003 году треки из этого сборника были подвергнуты ремастерингу и добавлены в расширенное издание альбома Bad Girls. На этом новом диске «Bad Girls» появились так же, как и на оригинальной пластинке танцевальной коллекции. Однако «With Your Love» была заменена удлинённой версией «On the Radio». В релизе был представлен 12-дюймовый сингловый микс «MacArthur Park Suite», а не оригинальная версия из альбома Live and More. Цифровое издание сохранило оригинальный трек-лист LP-версии.

## Отзывы критиков
Рон Уинн в обзоре AllMusic назвал этот сборник лучшим танцевальным сборником певицы. По его словам, антология даёт полное представление об эпохе диско и репертуаре Саммер в том виде, в котором он звучал в ночных клубах. Также он заметил, что хронометраж в 73 минуты точно утолит голод всех «диско-наркоманов». Уинн оценил альбом на три звезды из пяти возможных.

## Список композиций

### LP
| №  | Название                         | Автор(ы)                                  | Длительность |
| -- | -------------------------------- | ----------------------------------------- | ------------ |
| 1. | «I Feel Love» (12" Mix)          | Донна Саммер, Джорджо Мородер, Пит Белотт | 8:14         |
| 2. | «With Your Love» (Promo 12" Mix) | Донна Саммер, Джорджо Мородер, Пит Белотт | 7:32         |
| 3. | «Last Dance» (Promo 12" Mix)     | Пол Джабара                               | 8:11         |

| №  | Название                                             | Автор(ы)                                                              | Длительность |
| -- | ---------------------------------------------------- | --------------------------------------------------------------------- | ------------ |
| 1. | «MacArthur Park Suite» (Live and More Album Version) | Джимми Уэбб, Пит Белотт, Грег Мэтьесон, Донна Саммер, Джорджо Мородер | 17:47        |

| №  | Название                    | Автор(ы)                                                | Длительность |
| -- | --------------------------- | ------------------------------------------------------- | ------------ |
| 1. | «Hot Stuff» (12" Mix)       | Пит Белотт, Харольд Фальтермайер, Кит Форси             | 6:46         |
| 2. | «Bad Girls»                 | Донна Саммер, Брюс Судано, Эдвард Хокнсон, Джо Эспозито | 4:55         |
| 3. | «Walk Away» (Promo 12" Mix) | Пит Белотт, Харольд Фальтермайер                        | 7:15         |

| №                   | Название                                                                                | Автор(ы)            | Длительность |
| ------------------- | --------------------------------------------------------------------------------------- | ------------------- | ------------ |
| 1.                  | «Dim All the Lights» (Promo 12" Mix)                                                    | Донна Саммер        | 7:10         |
| 2.                  | «No More Tears (Enough Is Enough)» (with Barbra Streisand) (On the Radio Album Version) | Пол Джабара         | 11:46        |
| Общая длительность: | Общая длительность:                                                                     | Общая длительность: | 78:01        |

### CD
| №                   | Название                                                                                | Автор(ы)                                                              | Длительность |
| ------------------- | --------------------------------------------------------------------------------------- | --------------------------------------------------------------------- | ------------ |
| 1.                  | «I Feel Love» (12" Mix)                                                                 | Донна Саммер, Джорджо Мородер, Пит Белотт                             | 8:14         |
| 2.                  | «With Your Love» (Promo 12" Mix)                                                        | Донна Саммер, Джорджо Мородер, Пит Белотт                             | 7:34         |
| 3.                  | «Last Dance» (Promo 12" Mix)                                                            | Пол Джабара                                                           | 6:06         |
| 4.                  | «MacArthur Park Suite» (Live and More Album Version)                                    | Джимми Уэбб, Пит Белотт, Грег Мэтьесон, Донна Саммер, Джорджо Мородер | 17:47        |
| 5.                  | «Hot Stuff» (12" Mix)                                                                   | Пит Белотт, Харольд Фальтермайер, Кит Форси                           | 6:46         |
| 6.                  | «Walk Away» (Promo 12" Mix)                                                             | Пит Белотт, Харольд Фальтермайер                                      | 7:15         |
| 7.                  | «Dim All the Lights» (Promo 12" Mix)                                                    | Донна Саммер                                                          | 7:10         |
| 8.                  | «No More Tears (Enough Is Enough)» (with Barbra Streisand) (On the Radio Album Version) | Пол Джабара                                                           | 11:46        |
| Общая длительность: | Общая длительность:                                                                     | Общая длительность:                                                   | 73:06        |

### Цифровая загрузка
| №                   | Название                                                                                | Автор(ы)                                                              | Длительность |
| ------------------- | --------------------------------------------------------------------------------------- | --------------------------------------------------------------------- | ------------ |
| 1.                  | «I Feel Love» (12" Mix)                                                                 | Донна Саммер, Джорджо Мородер, Пит Белотт                             | 8:14         |
| 2.                  | «With Your Love» (Promo 12" Mix)                                                        | Донна Саммер, Джорджо Мородер, Пит Белотт                             | 7:34         |
| 3.                  | «Last Dance» (Promo 12" Mix)                                                            | Пол Джабара                                                           | 8:13         |
| 4.                  | «MacArthur Park Suite» (Live and More Album Version)                                    | Джимми Уэбб, Пит Белотт, Грег Мэтьесон, Донна Саммер, Джорджо Мородер | 17:35        |
| 5.                  | «Hot Stuff» (12" Mix)                                                                   | Пит Белотт, Харольд Фальтермайер, Кит Форси                           | 6:46         |
| 6.                  | «Bad Girls»                                                                             | Донна Саммер, Брюс Судано, Эдвард Хокнсон, Джо Эспозито               | 4:57         |
| 7.                  | «Walk Away» (Promo 12" Mix)                                                             | Пит Белотт, Харольд Фальтермайер                                      | 7:16         |
| 8.                  | «Dim All the Lights» (Promo 12" Mix)                                                    | Донна Саммер                                                          | 7:14         |
| 9.                  | «No More Tears (Enough Is Enough)» (with Barbra Streisand) (On the Radio Album Version) | Пол Джабара                                                           | 11:44        |
| Общая длительность: | Общая длительность:                                                                     | Общая длительность:                                                   | 79:33        |

## Сертификации
| Регион                                                      | Сертификация | Продажи |
| ----------------------------------------------------------- | ------------ | ------- |
| Великобритания (BPI)                                        | Серебряный   | 60 000^ |
| ^ Данные о тиражах приведены только на основе сертификации. |              |         |